# Кевин Маккид
Кевин Маккид (на английски: Kevin McKidd, (роден на 9 август 1973) е шотландски телевизионен и филмов актьор и режисьор. Преди да играе в ролята на Оуен Хънт в Анатомията на Грей, Маккид играе в главната роля като Луций Ворен в историческия сериал Рим, Томи в Трейнспотинг и осигурява гласа на капитан Джон Мактавиш в Call of Duty: Modern Warfare 2 и в продължението Modern Warfare 3.

## Ранен живот
Маккид е роден и израснал в Елгин, северна Шотландия. Баща му е водопроводчик, а майка му, Катлийн, секретарка. Той посещава началното училище Сейфийлд и Елгинската академия и е член на местната аматьорска драматична група, Морей Ют Тиътър. Планирайки да учи инженерство, той посещава Единбургския университет, но напуска и вместо това вместо това се записва в Колежа Куийн Маргарет в Единбург, за да изучава драма. Той също се присъединява към студентската театрална компания на Единбургския университет, Бедлам Тиътър, където участва като член на импровизираната комедийна трупа Дъ Импровъртс.

## Кариера
След като изиграва Томи в Трейнспотинг, Маккид участва като отец Дийгън в коледния епизод от 1996 г. на Отец Тед. Последвали роли включват Малки Джонсън в Small Faces.
През 2001 изиграва Елиът в британския филм Understanding Jane. Той се появява във филма на Ридли Скот Небесно царство, и във филмовата адаптация от 2002 Nicholas Nickleby. През 2004, играе Джеймс Хепбърн, граф Ботуел, третият съпруг на Мери Стюарт, кралицата на Шотландия в минисериалът на BBC Gunpowder, Treason & Plot.(Барут, предателство и заговор). През 2005 г. участва в минисериала BBC Непорочната кралица, като Томас Хауърд, херцог Норфък. Той е една от основните звезди на общата продукция на HBO/BBC, сериалът Рим, където ролята му като войникът и политик Луций Ворен му спечелва възхвала от критиката. Ролята също му спечелва признание в САЩ.
Ролята му в Рим води до участието му в медицинската драма Анатомията на Грей като д-р Оуен Хънт. Той прави дебюта си като режисьор през седмия сезон на сериала, режисирайки епизода. „Не ме мами (Моля те не си отивай)“. Маккид коментира за дебюта, Ютова е нещо, което отдавна исках да направя. Шонда Раймс и продуцентите ме подкрепят и ми дават шанса и като си помислите, е струва около $ 5 милиона да се направи епизод, това е доста, да се разчита на актьор, който наистина не е имал никакъв опит.“ Спеелва наградата за „Най-добро изпълнение я драматичен сериал“на 14-те награди Prism Awards за работата си в „Анатомията на Грей“. Участва във филма, предшестващ Мъланието на агнетата, Издигането на Ханибал (Hannibal Rising)(2007). През 2008 Маккид преговаря за участие като Конър Маклауд в римейк за големия екран на фантази филма от 1986 Шотландски боец, макар че все още няма известия за участниците.

## Албум с шотландска фолк музика
МакКид подбужда създаването на албум с шотландска фолк музика, записан през 2011/12 в родния му град Елгин. Мнозина от допринасящите за този 'колективен' албум са стари приятели от училище на МакКид. Албумът ще бъде издаден през лятото на 2012 в помощ на благотворителна организация.
Много от песните в албума са фолклорни песни, предадени през поколенията, както и традиционни шотландски песни от Робърт Бърнс, шотландският поет, написал 'Auld Lang Syne'.

## Личен живот
Маккид се жени за Джейн Паркър през 1999 г. и семейството има две деца, Джоузеф и Йона. Семейството живее в Лос Анджелис по време на филмирането на Анатомията на Грей, но се опитва да се връща в Шотландия или Великобритания поне два пъти годишно.

## Филмография
- Small Faces (1996) – като Malky Johnson
- Трейнспотинг (1996) – Томи
- Behind the Lines (1997) – Callan
- Richard II (1997) – Henry Percy
- Hideous Kinky (1998) – Henning
- Bedrooms and Hallways(1998) – Leo
- The Acid House (1998) – Johnny (A Soft Touch)
- Dad Savage (1998) – H
- Looking After Jo Jo(1998) – Basil
- Topsy-Turvy (1999) ....Durward Lely (Nanki-Poo)
- Understanding Jane (2001) – Eliott
- Nicholas Nickleby (2002) – John Browdie
- Max (2002) – George Grosz
- Dog Soldiers (2002) – Pvt. Lawrence Cooper
- That Old One (2002) – Tom Furness
- The Key (2003) – Duncan
- AfterLife (2003) – Kenny Brogan
- 16 Years of Alcohol (2003) – Frankie
- Does God Play Football (2003) – Father Davis
- De-Lovely (2004) – Bobby Reed
- The Purifiers (2004) – Moses
- One Last Chance (2004) – Seany
- Небесно царство (2005) – English Sergeant
- The Rocket Post (2006) – Thomas McKinnon
- Последният легион (2007) – Вулфила
- Hannibal Rising (2007) – Kolnas
- Шаферът (2008) – Colin McMurray
- One Night in Emergency (2010) – Peter Forbes
- Пърси Джаксън и боговете на Олимп: Похитителят на мълнии (2010) – Посейдон
- Bunraku (2010) – Killer #2
- The Great Ghost Rescue (2011) – Hamish
- Comes A Bright Day (2012) – Cameron
- Храбро сърце (2012) – Lord MacGuffin/Lord's son Young MacGuffin

### Телевизия
- Father Ted (1996) – Father Deegan
- The Magical Legend of the Leprechauns (1999) – Jericho O'Grady
- Анна Каренина (2000) – Count Vronsky
- North Square (2000) – Billy Guthrie
- Барут, предателство и заговор (2004) – Джеймс Хепбърн, граф Ботуел
- Непорочната кралица (2005) – Томас Хауърд, херцог Норфък
- Рим (2005 – 2007) – Луций Ворен

Journeyman (2007) – Dan Vasser
- Анатомията на Грей (2008–present) – Оуен Хънт

### Режисьор
- Анатомията на Грей (2011) – Don't Deceive Me (Please Don't Go)
- Анатомията на Грей Grey's Anatomy: Message of Hope (Webisodes)